# Филлонома
Филлонома (лат. Phyllonoma) — род цветковых растений, единственный в монотипном семействе Филлономовые (лат. Phyllonomaceae) порядка Падубоцветные (лат. Aquifoliales). Содержит 4 вида.

## Ареал
Произрастает только в неотропике от Мексики до Перу.

## Ботаническое описание
Деревья и кустарники. Листья постоянно сменяющиеся, простые. Край листа гладкий или зубчатый. Прилистники маленькие.
Соцветия развиваются прямо на листьях, как у хельвингии. Цветки мелкие, незаметные, двуполые, 4- или 5-членные. Имеется 4 или 5 зелёных чашелистиков и 3-5 зелёных лепестков. 4 или 5 свободных фертильных тычинок расположены одним простым кругом. Два плодолистика срастаются и образуют общую нижнюю завязь. 
Плод — ягода, содержащая лишь несколько (3-6) семян. 
Растения накапливают ионы алюминия.

## Виды
В системе Кронквиста (1981) семейство филлономовые не выделяется, а род филлонома относится к семейству Крыжовниковые (лат. Grossulariaceae). Системы APG II и APG III выделяют род в отдельное семейство и помещают его в порядок Падубоцветные (лат. Aquifoliales).
По информации базы данных The Plant List (на июль 2016), род включает 5 видов:
- Phyllonoma cacuminis  Standl. & Steyerm.
- Phyllonoma laticuspis (Turcz.) Engl.
- Phyllonoma ruscifolia Willd. ex Roem. & Schult.
- Phyllonoma tenuidens Pittier
- Phyllonoma weberbaueri Engl.